# Straffkommendering
Straffkommendering är en typ av kommendering som används som bestraffning. Inom svenska krigsmakten har till exempel straffhandräckning varit en tillrättavisning för en förseelse. Ofta blir man tilldelad straffkommendering när man har uppfört sig illa. 
Exempel på straffkommenderingar är att rengöra mycket stora ytor med hjälp av en tandborste eller att putsa mycket smutsiga skor. I romanen Ondskan av Jan Guillou tilldelas huvudpersonen en straffkommendering som går ut på att gräva en 1×1×1 meter stor grop, för att sedan fylla igen den.